# Elisabeth Apel
Elisabeth Apel (* 17. Januar 1958 in Schrecksbach) ist eine deutsche Politikerin (CDU, dann AfD) und ehemalige Abgeordnete des Hessischen Landtags. Von Herbst 2014 bis Juli 2015 gehörte sie der AfD an.

## Ausbildung und Beruf
Nach einer Ausbildung als staatlich geprüfte Hauswirtschafterin an der Fachschule für Hauswirtschaft mit Fachhochschulabschluss war Elisabeth Apel als Dozentin für hauswirtschaftliche Auszubildende und Regionalberaterin beim Verein zur Förderung der eigenständigen Regionalentwicklung in Hessen tätig.
Ein Studium der Lebensmitteltechnologie an der Hochschule Fulda (damals noch Fachhochschule) schloss sie mit dem Abschluss als Dipl.-Ing. ab.
Von 1996 bis 1999 war sie als Geschäftsführerin von landwirtschaftlichen Erzeugergemeinschaften tätig. Ihre Familie bewirtschaftet einen landwirtschaftlichen Nebenerwerbsbetrieb nach den ökologischen Richtlinien. Gemeinsam mit ihrem Ehemann betreibt Apel den „Energiehof Waldhessen“. Zudem wurde sie 2009 zur Geschäftsführerin des HeRo-Kompetenzzentrums für Rohstoffe in Witzenhausen gewählt worden.
Elisabeth Apel ist evangelisch, verheiratet und hat zwei Kinder.

## Politik
Von 1997 bis 2001 war Elisabeth Apel Gemeindeverbands- und Fraktionsvorsitzende der CDU Ludwigsau. Ab 1998 arbeitet sie als Kreisvorstandsmitglied der CDU Hersfeld-Rotenburg. Seit 2001 ist sie Mitglied des Kreistages Hersfeld-Rotenburg, und Fraktionsvorsitzende der CDU im Abfall-/Wirtschaftszweckverband Hersfeld-Rotenburg.
Weiterhin war sie seit 2003 bis 2014 Kreisvorsitzende der Mittelstands- und Wirtschaftsvereinigung der CDU.
Im Jahr 1999 wurde sie erstmals für den Wahlkreis 11 – Hersfeld in den Hessischen Landtag gewählt, in dem sie Sprecherin für Naturschutz, Verbraucherschutz und Regionalentwicklung und umweltpolitische Sprecherin der CDU-Fraktion war.
Bei der Landtagswahl in Hessen 2009 unterlag sie im Wahlkreis knapp Torsten Warnecke (SPD). Da die CDU mehr Wahlkreise gewann, als ihr nach dem Zweitstimmenergebnis Sitze zustanden, wurde kein CDU-Abgeordneter über die Landesliste gewählt. Trotz ihres scheinbar sicheren Platzes auf der Landesliste schied Elisabeth Apel daher aus dem Landtag aus. Am 31. Oktober 2013, kurz vor Ende der Legislaturperiode, rückte sie für den ausgeschiedenen Jan Schneider wieder in den Landtag nach.
Sie trat im November 2014 aus der CDU aus und in die AfD ein und begründete dies damit, dass sie die Auffassungen der CDU in der Energiepolitik und bei der Euro-Rettung nicht mehr vertreten könne, insbesondere dem aus ihrer Sicht „völlig unkoordinierte Ausbau der erneuerbaren Energien“ wurde von ihr kritisiert. Sie behielt ihren Posten als Ludwigsauer Gemeindevorstand. Bereits im Juli 2015 verließ sie die AfD wieder, weil sie nicht Mitglied einer Partei sein wolle, die sich als Pegida-Partei verstehe.

## Sonstige Ämter
Ab 1999 war Elisabeth Apel Mitglied des Stiftungsrates Hessischer Naturschutz. Ab 2001 war sie Mitglied des ernährungswirtschaftlichen Beirates des Landes Hessen.